# Klooster Nazareth (Reek, Huissen)
Het klooster Nazareth was een klooster in Reek, vanaf 1965 in Huissen.

## Het klooster in Reek
In 1857 kochten de zusters van het Klooster Bethlehem te Haren het uit 1828 stammende landhuis Oudhof in Reek, waar ze een dochterklooster stichtten onder de naam: Sint-Elisabeth. De zusters verzorgden er een bewaarschool en deden aan voorschoolse opvang voor meisjes, opdat ze niet met de jongens op het schoolplein in aanraking zouden komen. Aanvankelijk waren er weinig inkomsten, maar in 1900 kon men dankzij een legaat een nieuwe kapel bouwen. Men begon een naaischool, maar in 1948 wilde men overgaan op een contemplatieve leefwijze, waarbij men zou gaan bidden voor de hereniging der Kerken en de "bekering van Rusland". De zusters gingen Zusters Penitenten van de Eenheid heten en het klooster werd omgedoopt in Nazareth. Aan de onderwijsactiviteiten kwam een einde. In 1961 kwam de congregatie los van die in Haren te staan. Men wilde daarna zelfs nog uitbreiden, maar dat kon om financiële redenen niet doorgaan.

## Verhuizing naar Huissen
In 1965 verhuisden de zusters naar een leegstaand deel van het Sint-Elisabethklooster te Huissen en vestigden daar het klooster Nazareth. In 1988 kocht de gemeente het klooster Nazareth. Het gebouw werd deel van het gemeentehuis.